# Homomorfismo topológico
En análisis funcional, un homomorfismo topológico o simplemente homomorfismo (si el contexto así lo permite) es un concepto análogo al de homomorfismo en general, pero particularizado para la categoría de los espacios vectoriales topológicos (EVTs).
Este concepto es de considerable importancia en el análisis funcional, y el teorema de la función abierta da una condición suficiente para que una aplicación lineal continua entre espacios de Fréchet sea un homomorfismo topológico.

## Definiciones
Un homomorfismo topológico es una aplicación lineal continua {\displaystyle u:X\to Y} entre espacios vectoriales topológicos (EVTs) de modo que la aplicación inducida {\displaystyle u:X\to \operatorname {Im} u} es abierta cuando {\displaystyle \operatorname {Im} u:=u(X)}, (que es la imagen de {\displaystyle u}), se le da la topología del subespacio inducida por {\displaystyle Y}.
Este concepto es de considerable importancia en el análisis funcional y el conocido teorema de la función abierta da una condición suficiente para que una aplicación lineal continua entre espacios de Fréchet sea un homomorfismo topológico.
Un embebido de EVT o un monomorfismo topológico es un homomorfismo topológico inyectivo. De manera equivalente, un embebido de EVT es una aplicación lineal que también es un embebido topológico.

## Caracterizaciones
Supóngase que {\displaystyle u:X\to Y} es un aplicación lineal entre EVTs, teniendo además en cuenta que {\displaystyle u} se puede descomponer en la composición de las siguientes aplicaciones lineales canónicas:
{\displaystyle X~{\overset {\pi }{\rightarrow }}~X/\operatorname {ker} u~{\overset {u_{0}}{\rightarrow }}~\operatorname {Im} u~{\overset {\operatorname {In} }{\rightarrow }}~Y}
donde {\displaystyle \pi :X\to X/\operatorname {ker} u} es la clase de equivalencia canónica y {\displaystyle \operatorname {In} :\operatorname {Im} u\to Y} es la aplicación inclusiva.
Los siguientes enunciados son equivalentes:
1. {\displaystyle u} es un homomorfismo topológico
2. Para cada base del entorno del origen {\displaystyle {\mathcal {U}}} en {\displaystyle X}, {\displaystyle u\left({\mathcal {U}}\right)} es una base del entorno del origen en {\displaystyle Y}.[1]
3. La aplicación inducida {\displaystyle u_{0}:X/\operatorname {ker} u\to \operatorname {Im} u} es un isomorfismo de EVTs.[1]

Si además el rango de {\displaystyle u} es un espacio de Hausdorff de dimensión finita, entonces las proposiciones siguientes son equivalentes:
1. {\displaystyle u} es un homomorfismo topológico.
2. {\displaystyle u} es continuo.[1]
3. {\displaystyle u} es continuo en el origen.[1]
4. {\displaystyle u^{-1}(0)} está cerrado en {\displaystyle X}.[1]

## Condiciones suficientes
| Teorema Sea {\displaystyle u:X\to Y} una aplicación lineal continua sobreyectiva de un espacio LF {\displaystyle X} a un EVT {\displaystyle Y}. Si {\displaystyle Y} también es un espacio LF o si {\displaystyle Y} es un espacio de Fréchet, entonces {\displaystyle u:X\to Y} es un homomorfismo topológico. |

| Teorema Supóngase que {\displaystyle f:X\to Y} es un operador lineal continuo entre dos EVTs de Hausdorff. Si {\displaystyle M} es un subespacio vectorial denso de {\displaystyle X} y si la restricción {\displaystyle f{\big \vert }_{M}:M\to Y} a {\displaystyle M} es un homomorfismo topológico, entonces {\displaystyle f:X\to Y} también es un homomorfismo topológico. Entonces, si {\displaystyle C} y {\displaystyle D} son completaciones de Hausdorff de {\displaystyle X} e {\displaystyle Y}, respectivamente, y si {\displaystyle f:X\to Y} es un homomorfismo topológico, entonces la extensión lineal continua única de {\displaystyle f}, {\displaystyle F:C\to D}, es un homomorfismo topológico (aunque es posible que {\displaystyle f:X\to Y} sea sobreyectivo pero que {\displaystyle F:C\to D} a no sea inyectivo). |

### Teorema de la aplicación abierta
El teorema de la aplicación abierta, también conocido como teorema de homomorfismo de Banach, proporciona una condición suficiente para que un operador lineal continuo entre EVTs metrizables completos sea un homomorfismo topológico.
| Teorema Sea {\displaystyle u:X\to Y} un mapa lineal continuo entre dos EVTs metrizables completos. Si {\displaystyle \operatorname {Im} u}, que es el rango de {\displaystyle u}, es un subconjunto denso de {\displaystyle Y}, entonces {\displaystyle \operatorname {Im} u} es exiguo (es decir, de primera categoría) en {\displaystyle Y} o {\displaystyle u:X\to Y} es un homomorfismo topológico sobreyectivo. En particular, {\displaystyle u:X\to Y} es un homomorfismo topológico si y solo si {\displaystyle \operatorname {Im} u} es un subconjunto cerrado de {\displaystyle Y}. |

| Corolario Sean {\displaystyle \sigma } y {\displaystyle \tau } topologías de EVTs en un espacio vectorial {\displaystyle X}, de modo que cada topología convierta a {\displaystyle X} en un EVTs metrizables completos. Si {\displaystyle \sigma \subseteq \tau } o {\displaystyle \tau \subseteq \sigma } entonces {\displaystyle \sigma =\tau }. |

| Corolario Si {\displaystyle X} es un EVT metrizable completo, {\displaystyle M} y {\displaystyle N} son dos subespacios vectoriales cerrados de {\displaystyle X}, y si {\displaystyle X} es la suma directa algebraica de {\displaystyle M} y {\displaystyle N} (es decir, la suma directa en la categoría de espacios vectoriales), entonces {\displaystyle X} es la suma directa de {\displaystyle M} y {\displaystyle N} en la categoría de espacios vectoriales topológicos. |

## Ejemplos
Cada operador lineal continuo en un EVT es un homomorfismo topológico.
Sea {\displaystyle X} un EVT de dimensión {\displaystyle 1} sobre el cuerpo {\displaystyle \mathbb {K} } y sea {\displaystyle x\in X} distinto de cero. Ahora, considérese que {\displaystyle L:\mathbb {K} \to X} se defina por {\displaystyle L(s):=sx}. Si {\displaystyle \mathbb {K} } tiene su topología euclídea habitual y si {\displaystyle X} es de Hausdorff, entonces {\displaystyle L:\mathbb {K} \to X} es un isomorfismo de EVT.